# Carlos Maximiliano de Sousa
Carlos Maximiliano de Sousa (Rio de Janeiro, 1811 — Lisboa, 1867) foi um oficial do Exército Português e administrador colonial que, entre outros cargos de relevo, foi governador da Praça de Bissau (1847-1851) e governador da Guiné (1854-1855).

## Biografia
Nasceu no Rio de Janeiro em 1811, filho do chefe-de-divisão da Armada Real Francisco Maximiliano de Sousa e sua mulher D. Ana José de Mesquita Espinosa, e veio a falecer em Lisboa em 1867, no Castelo de São Jorge, do qual foi o último governador.
De família de militares, era filho do chefe-de-divisão da Armada Real, Francisco Maximiliano de Sousa, sendo seus tios paternos, Domingos Bernardino Ferreira de Sousa, marechal-de-campo, João José Ferreira de Sousa, tenente-general, Pedro Paulo Ferreira de Sousa, tenente-general e 1.º barão de Pernes, e José Carlos Ferreira de Sousa, capitão de Cavalaria.
Começou a sua carreira militar como alferes em 1833. Tenente (5.09.1837), capitão (15.12.1845), major (16.12.1847), e 
tenente-coronel de Infantaria (12.07.1862).
Foi governador da Praça de Bissau (1847-1851), comandante do Corpo Telegráfico (1851) e governador da Guiné (1854-1855).
Foi também vogal da Comissão Distrital de Lisboa (1859) e governador do Castelo de São Jorge (1866). 
Foi distinguido com o grau de cavaleiro da Ordem de São Bento de Avis e de cavaleiro da Ordem da Torre e Espada.